# SS General von Steuben
Az SS General von Steuben német utasszállító hajó, majd a német haditengerészet fegyveres szállítóhajója volt, amelyet a második világháború alatt a Balti-tengerben elsüllyesztettek.
1923-ban indult München néven (a német város után, néha Muenchennek is írták), 1930-ban átkeresztelték General von Steubenra (az amerikai függetlenségi háború híres német tisztje után), majd 1938-ban a Steuben névre.
A második világháború idején a hajó csapatszállító hajóként, 1944-től pedig fegyveres szállítóhajóként szolgált. 1945. február 10-én a Hannibal hadművelet során a német katonaság, a sebesült katonák és a civil menekültek evakuálása közben a hajót az Sz-13 szovjet tengeralattjáró megtorpedózta és elsüllyedt. Becslések szerint 4000 ember vesztette életét.

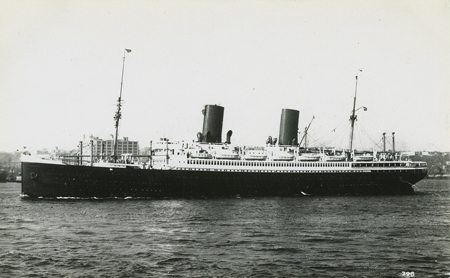
SS General von Steuben

## Korai évek

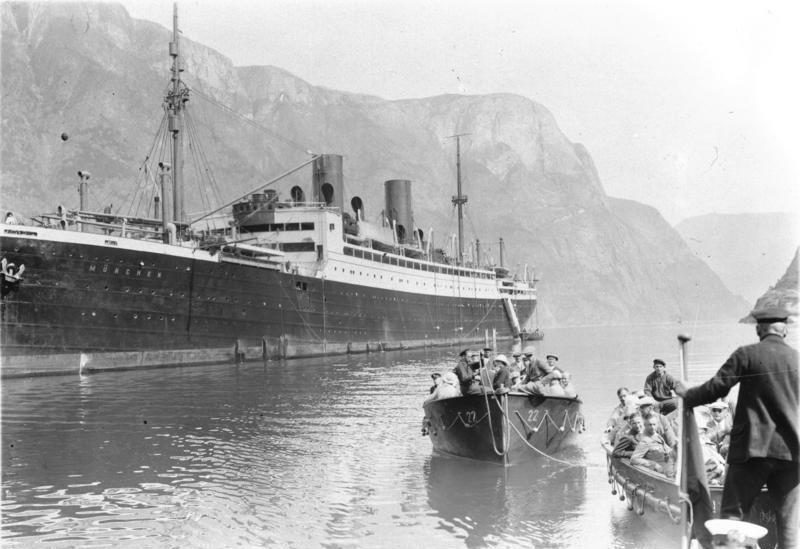
Az utasok a norvégiai Gudvangenben szállnak ki a Münchenből 1925 nyarán

A hajót az AG Vulcan Stettin építette, és 1923-ban bocsátották vízre. 1923-ban a München volt az első német transzatlanti utasszállító hajó, amelyet vízre bocsátottak, és egyben az első, amely belépett a New York-i kikötőbe az I. világháború vége óta. 1923 júliusában érkezett meg első transzatlanti útján.

## 1930-as tűz
1930. február 11-én, miután a München kikötött New Yorkban, és letette az utasokat és a személyzet nagy részét a németországi Brémából, a fedélzeten lévő festékszekrényben tűz ütött ki, és gyorsan átterjedt egy másik raktárba. A hatalmas tűz és robbanás öt riasztásos tüzet eredményezett, és a város összes tűzoltó berendezését az égő hajóra küldték. A tüzet nem lehetett megfékezni, és a hajó elsüllyedt a rakpart mellett, ahol kikötött.
Korának egyik legnagyobb hajómentési erőfeszítése során a Münchent felemelték, szárazdokkba vontatták, megjavították, majd ismét üzembe helyezték. Nem sokkal ezután a hajó tulajdonosa átkeresztelte General von Steubenra.

## A második világháborúban
A Steubent 1939-ben helyezték üzembe a Kriegsmarine szálláshajóként. 1944-ben fegyveres szállítóhajóként szolgálatba állították, német csapatokat vitt a balti keleti kikötőkbe, és visszavitte a sebesült csapatokat Kielbe.

### Hannibál hadművelet
A Wilhelm Gustloff és számos más hajó mellett a Steuben része volt a modern idők legnagyobb tengeri evakuálásának. A Hannibal hadművelet evakuálása mind a hadművelet méretében, mind az evakuált emberek számában felülmúlta a brit dunkerque-i evakuálást.
1945. január elején Karl Dönitz tengernagy rájött, hogy Németország hamarosan vereséget szenved. Tengeralattjáróit meg akarva menteni, 1945. január 23-án rádión kódolt üzenetet küldött Gotenhafen balti-tengeri kikötőjébe (a lengyel város és Gdynia kikötője német megszállás alatt), hogy a Hannibal hadművelet kódnéven nyugatra meneküljenek.
Ekkor a tengeralattjárókat iskolázták, és a balti kikötőkben úszó hajókban helyezték el, legtöbbjük Gotenhafenben. A hajók között volt Deutschland, Hamburg, Hansa és Wilhelm Gustloff.
A hadművelet során elszenvedett veszteségek ellenére több mint kétmillió embert evakuáltak a Vörös Hadsereg Kelet-Poroszországba és Danzigba (ma Gdańsk, Lengyelország) való előrenyomulása előtt.
1945 telén a kelet-porosz menekültek nyugat felé vették az irányt, távol Königsberg városától és megelőzve a szovjet előrenyomulást a balti államokba és Kelet-Poroszországba. Ezrek menekültek a balti-tengeri kikötőbe Pillauba (ma Baltijszk, Oroszország), abban a reményben, hogy felszállhatnak olyan hajókra, amelyek Nyugat-Németország viszonylagos biztonságába szállítják őket. A Steuben az erre a célra küldött flotta része volt.

## Utolsó útja
1945. február 9-én a 14 660 tonnás Steuben a balti-tengeri Königsberg melletti Pillauból Swinemündébe (ma Świnoujście, Lengyelország) indult. A hivatalos jelentések 2800 sebesült német katonát soroltak fel; 800 civil; 100 hazatérő katona; 270 haditengerészeti egészségügyi személyzet (beleértve az orvosokat, nővéreket és segédszemélyzetet); 12 ápolónő Pillauból; a hajó légelhárító ágyúinak 64 legénysége, 61 tengerész, rádiós, jelzőőr, gépkezelő és adminisztrátor, plusz 160 kereskedelmi haditengerészet legénysége, összesen 4267 fő a fedélzeten.
A Vörös Hadsereg előrenyomulását megelőző gyors evakuálás miatt sok keletnémet és balti menekült regisztráció nélkül szállt fel a Steubenre, így a fedélzeten tartózkodók száma megközelítőleg 5200-ra nőtt.
Február 9-én éjfél előtt az Alekszandr Marinyeszko vezette szovjet Sz-13 tengeralattjáró két torpedót lőtt ki 14 másodperces különbséggel a Steuben felé; mindketten eltalálták a jobb oldali orrát, közvetlenül a híd alatt, ahol a legénység tagjai közül sokan aludtak. A legtöbben meghaltak a torpedók becsapódásában. A túlélők szerint a Steuben az orrnál fogva elsüllyedt, és a torpedó becsapódását követő 20 percen belül súlyosan jobbra dőlt, mielőtt utolsó zuhanást hajtott végre. Becslések szerint 4500 ember halt meg a süllyedésben. A T-196-os német torpedócsónak sietve elhúzódott Steuben mellett, amikor elsüllyedt; legénysége mintegy 300 túlélőt emelt ki egyenesen Steuben ferde fedélzeteiről, és vitte őket a pomerániai Kolbergbe (ma Kołobrzeg, Lengyelország). Összesen 650 embert mentettek ki a Steubenből.

## A hajó roncsa
A Steuben roncsát 2004 májusában találta meg és azonosította a lengyel haditengerészet ORP Arctowski hidrográfiai hajója. A National Geographic 2005-ös cikkében megjelentek a képek és grafikák.
A roncs a bal oldalán fekszik, körülbelül 70 méter mélyen, a hajótest pedig eléri az 50 métert (160 láb). A hajó többnyire sértetlen volt, amikor megtalálták.